# Casey (Wisconsin)
Casey è un comune degli Stati Uniti, situato in Wisconsin, nella Contea di Washburn.